# 白川大輔
白川 大輔（しらかわ だいすけ、1988年6月30日 - ）は、香川県仲多度郡琴平町出身の元プロ野球選手（内野手）。右投右打。NPBでは育成選手であった。実弟は四国・九州アイランドリーグの徳島インディゴソックスに所属していた白川勇輔。

## 経歴
1988年に香川県で生まれる。尽誠学園高等学校卒業後、四国アイランドリーグのトライアウトを受験して合格し、2007年に高知ファイティングドッグスへ入団した。シーズン前半は代打や守備固めでの出場が目立ったが、後半に入ると遊撃手や二塁手でスタメン起用されることが増えた。61試合に出場し、打率.211の成績だった。
シーズン終了後、徳島インディゴソックスに移籍することが発表されたが、同年11月19日のドラフト会議において、千葉ロッテマリーンズから育成選手として指名された。本人はロッテからの指名を全く予想しておらず、外出先で父から電話で連絡を受け、指名から4時間後に徳島インディゴソックスの球団事務所で記者会見を開き、千葉ロッテマリーンズへの入団を発表した。
しかし、千葉ロッテマリーンズでは一度も支配下選手登録されることなく、2009年10月30日に自由契約公示された。
その後に開催された12球団合同トライアウトを受験したが獲得球団が現れず、2010年に移籍予定だった徳島の入団試験を受験して合格し、入団することが発表された。
2012年前期シーズン終了後の7月4日付で、自身の申し出により徳島との契約を解除した。

## 人物
愛称は「シラピー」「白P」。
アイランドリーグでは初めて「出身県と異なるチームに所属する四国出身選手」となった。それまでは地域密着の方針から地元県のチームに入ることになっていた。

## 詳細情報

### 年度別打撃成績
- 一軍公式戦出場なし

### 独立リーグでの打撃成績
以下の数値は四国アイランドリーグplusウェブサイト掲載の各シーズン選手成績による。
| 年 度     | 球 団     | 試 合 | 打 数 | 得 点 | 安 打 | 本 塁 打 | 打 点 | 盗 塁 | 犠 打 | 犠 飛 | 四 球 | 死 球 | 三 振 | 打 率 |
| --------- | --------- | ----- | ----- | ----- | ----- | -------- | ----- | ----- | ----- | ----- | ----- | ----- | ----- | ----- |
| 2007      | 高知      | 61    | 109   | 6     | 23    | 0        | 10    | 1     | 4     | 0     | 2     | 2     | 26    | .211  |
| 2010      | 徳島      | 67    | 219   | 29    | 55    | 2        | 21    | 2     | 5     | 1     | 26    | 5     | 31    | .251  |
| 2011      | 徳島      | 53    | 102   | 10    | 28    | 1        | 18    | 3     | 0     | 0     | 8     | 1     | 10    | .275  |
| 2012      | 徳島      | 19    | 29    | 2     | 4     | 0        | 3     | 2     | 0     | 2     | 2     | 1     | 11    | .138  |
| 通算：4年 | 通算：4年 | 200   | 459   | 47    | 110   | 3        | 52    | 8     | 9     | 3     | 38    | 9     | 78    | .240  |

### 背番号
- 00 （2007年）
- 124 （2008年 - 2009年）
- 68 （2010年 - 2012年）